# Buková (Věšín)
Buková (v letech 1964–1982 Buková u Rožmitálu pod Třemšínem) je vesnice, část obce Věšín v okrese Příbram ve Středočeském kraji. Nachází se asi dva kilometry severovýchodně od Věšína. Je zde evidováno 121 adres. V roce 2011 zde trvale žilo 154 obyvatel.
Buková leží v katastrálním území Buková u Rožmitálu pod Třemšínem o rozloze 2,49 km².

## Historie
První písemná zmínka o vesnici pochází z roku 1349. Své jméno získala od okolních bukových lesů, které se zde kdysi nacházely. Obec patřila k rožmitálskému panství. Roku 1565 zde bylo 5 osedlých. Po třicetileté válce zde byly jen 3 hospodáři a jeden domkář. Roku 1740 zde byli 4 sedláci a 5 chalupníků. V roce 1910 zde bylo 93 domů a 515 obyvatel.
Mězi hlavními zaměstnání místních obyvatel patřilo rudné hornictví, práce v lese, pálení milířů a cvočkařství.
Farou ves náleží ke Starému Rožmitálu a školou k Věšínu. Asi 20 minut západně od obce se v lese nachází myslivna Závesk, postavená za dob arcibiskupa Salma (1793–1810), dnes všeobecně nazývaná Varta. Do roku 1888 zde přes 50 let působil vrchní myslivec Leopold Martinec. Další samotou je Za vrchem. V roce 1898 zde byla vystavěna zvonička společně sloužící jako garáž na hasičskou stříkačku. Byla zbourána v roce 1960.
Obec má vlastní kroniku od Josefa Hály, která je uložena ve Státním oblastním archivu v Příbrami. První díl je z roku 1965 a obsahuje retrospektivní záznamy z dějin obce. Druhá část kroniky se věnuje lidové architektuře a její historii. Obsahuje také 112 kreseb jednotlivých chalup.
Počet obyvatel: V roce 1877 – 394, r. 1848 – 478, r. 1862 – 524, r. 1870 – 571, r. 1880 – 657, r. 1890 – 586, r. 1900 – 551, r. 1910 – 515, r. 1921 – 536.

## Obyvatelstvo
| Rok            | 1869 | 1880 | 1890 | 1900 | 1910 | 1921 | 1930 | 1950 | 1961 | 1970 | 1980 | 1991 | 2001 | 2011 | 2021 |
| -------------- | ---- | ---- | ---- | ---- | ---- | ---- | ---- | ---- | ---- | ---- | ---- | ---- | ---- | ---- | ---- |
| Počet obyvatel | 571  | 654  | 586  | 551  | 515  | 535  | 417  | 263  | 250  | 218  | 137  | 142  | 138  | 154  | 166  |
| Počet domů     | 83   | 87   | 93   | 97   | 93   | 94   | 93   | 90   | 85   | 78   | 63   | 99   | 105  | 108  | 120  |

## Obecní správa
Při sčítání lidu v letech 1850–1964 Buková byla samostatnou obcí, se kterým patřila nejprve do okresu Blatná, ale od roku 1960 v okrese Příbram. Od 14. června 1964 je částí obce Věšín v okrese Příbram.